# Мунтурнес-дал-Бальєс
Мунтурне́с-дал-Бальє́с (кат. Montornès del Vallès, вимова літературною каталанською [muntuɾ'nes dəł bə'ʎɛs]) - муніципалітет, розташований в Автономній області Каталонія, в Іспанії. Код муніципалітету за номенклатурою Інституту статистики Каталонії - 81363. Знаходиться у районі (кумарці) Бальєс-Уріантал (коди району - 41 та VR) провінції Барселона, згідно з новою адміністративною реформою перебуватиме у складі Баґарії (округи) Барселона. 

## Населення
Населення міста (у 2007 р.) становить 14.723 особи (з них менше 14 років - 16,5%, від 15 до 64 - 71,6%, понад 65 років - 11,9%). У 2006 р. народжуваність склала 212 осіб, смертність - 95 осіб, зареєстровано 59 шлюбів. У 2001 р. активне населення становило 6.933 особи, з них безробітних - 751 особа.

Серед осіб, які проживали на території міста у 2001 р., 7.329 народилися в Каталонії (з них 4.544 особи у тому самому районі, або кумарці), 4.787 осіб приїхало з інших областей Іспанії, а 752 особи приїхали з-за кордону. 

Університетську освіту має 5,9% усього населення. 

У 2001 р. нараховувалося 4.439 домогосподарств (з них 15,9% складалися з однієї особи, 27,2% з двох осіб,23,6% з 3 осіб, 23,1% з 4 осіб, 6,5% з 5 осіб, 2,7% з 6 осіб, 0,6% з 7 осіб, 0,1% з 8 осіб і 0,2% з 9 і більше осіб).

Активне населення міста у 2001 р. працювало у таких сферах діяльності : у сільському господарстві - 1,2%, у промисловості - 42,6%, на будівництві - 9,7% і у сфері обслуговування - 46,5%. 

 У муніципалітеті або у власному районі (кумарці) працює 7.532 особи, поза районом - 3.506 осіб.

### Доходи населення
У 2002 р. доходи населення розподілялися таким чином :
| \| Доходи населення за статтями доходів \| Доходи населення за статтями доходів \| Доходи населення за статтями доходів \| \| Рік \| 2002 р. \| 2001 р. \| \| ------------------------------------ \| ------------------------------------ \| ------------------------------------ \| \| Заробітна платня \| 65,7% \| 67,8% \| \| Доходи від ведення бізнесу \| 18% \| 17,8% \| \| Соціальна допомога \| 16,3% \| 14,4% \| |         |         |
| Доходи населення за статтями доходів |         |         |
| Рік | 2002 р. | 2001 р. |
| Заробітна платня | 65,7%   | 67,8%   |
| Доходи від ведення бізнесу | 18%     | 17,8%   |
| Соціальна допомога | 16,3%   | 14,4%   |

### Безробіття
У 2007 р. нараховувалося 595 безробітних (у 2006 р. - 599 безробітних), з них чоловіки становили 40,3%, а жінки - 59,7%.

## Економіка
У 1996 р. валовий внутрішній продукт розподілявся по сферах діяльності таким чином :
| \| Валовий внутрішній продукт \| Валовий внутрішній продукт \| Валовий внутрішній продукт \| \| Рік \| 1996 р. \| 1991 р. \| \| -------------------------- \| -------------------------- \| -------------------------- \| \| Сільське господарство \| 0,4% \| 0,6% \| \| Промисловість \| 64,9% \| 68,2% \| \| Будівництво \| 4,1% \| 3,8% \| \| Послуги \| 30,6% \| 27,5% \| |         |         |
| Валовий внутрішній продукт |         |         |
| Рік | 1996 р. | 1991 р. |
| Сільське господарство | 0,4%    | 0,6%    |
| Промисловість | 64,9%   | 68,2%   |
| Будівництво | 4,1%    | 3,8%    |
| Послуги | 30,6%   | 27,5%   |

### Підприємства міста

#### Промислові підприємства
| \| Промислові підприємства міста, за сферою діяльності \| Промислові підприємства міста, за сферою діяльності \| Промислові підприємства міста, за сферою діяльності \| \| Рік \| 2002 р. \| 2001 р. \| \| --------------------------------------------------- \| --------------------------------------------------- \| --------------------------------------------------- \| \| Енергетичні та водні ресурси \| 1,6% \| 1,7% \| \| Хімія та метали \| 15,6% \| 14,9% \| \| Переробка металів \| 43% \| 42,1% \| \| Продукти харчування \| 3,9% \| 5,8% \| \| Текстиль \| 3,1% \| 4,1% \| \| Виробництво меблів, видання \| 21,1% \| 19,8% \| \| Інше \| 11,7% \| 11,6% \| \| Усього підприємств \| 128 \| 121 \| |         |         |
| Промислові підприємства міста, за сферою діяльності |         |         |
| Рік | 2002 р. | 2001 р. |
| Енергетичні та водні ресурси | 1,6%    | 1,7%    |
| Хімія та метали | 15,6%   | 14,9%   |
| Переробка металів | 43%     | 42,1%   |
| Продукти харчування | 3,9%    | 5,8%    |
| Текстиль | 3,1%    | 4,1%    |
| Виробництво меблів, видання | 21,1%   | 19,8%   |
| Інше | 11,7%   | 11,6%   |
| Усього підприємств | 128     | 121     |

#### Роздрібна торгівля
| \| Підприємства роздрібної торгівлі міста, за сферою діяльності \| Підприємства роздрібної торгівлі міста, за сферою діяльності \| Підприємства роздрібної торгівлі міста, за сферою діяльності \| \| Рік \| 2002 р. \| 2001 р. \| \| ------------------------------------------------------------ \| ------------------------------------------------------------ \| ------------------------------------------------------------ \| \| Продукти харчування \| 37,8% \| 37,2% \| \| Одяг та взуття \| 17,8% \| 18% \| \| Товари для дому \| 11,7% \| 11,5% \| \| Книги та періодичні видання \| 3,9% \| 4,4% \| \| Промислова хімічна продукція \| 7,8% \| 7,7% \| \| Продукція, пов'язана з транспортними засобами \| 1,7% \| 2,2% \| \| Інше \| 19,4% \| 19,1% \| \| Усього підприємств \| 180 \| 183 \| |         |         |
| Підприємства роздрібної торгівлі міста, за сферою діяльності |         |         |
| Рік | 2002 р. | 2001 р. |
| Продукти харчування | 37,8%   | 37,2%   |
| Одяг та взуття | 17,8%   | 18%     |
| Товари для дому | 11,7%   | 11,5%   |
| Книги та періодичні видання | 3,9%    | 4,4%    |
| Промислова хімічна продукція | 7,8%    | 7,7%    |
| Продукція, пов'язана з транспортними засобами | 1,7%    | 2,2%    |
| Інше | 19,4%   | 19,1%   |
| Усього підприємств | 180     | 183     |

#### Сфера послуг
| \| Підприємства міста, що працюють у сфері послуг, за діяльністю \| Підприємства міста, що працюють у сфері послуг, за діяльністю \| Підприємства міста, що працюють у сфері послуг, за діяльністю \| \| Рік \| 2002 р. \| 2001 р. \| \| ------------------------------------------------------------- \| ------------------------------------------------------------- \| ------------------------------------------------------------- \| \| Гуртова торгівля \| 11,1% \| 10,5% \| \| Готелі та готельний бізнес \| 17,5% \| 18,5% \| \| Транспорт та зв'язок \| 31,9% \| 32,1% \| \| Посередницькі фінансові послуги \| 4,2% \| 4,4% \| \| Послуги підприємствам \| 6,9% \| 6,1% \| \| Послуги фізичним особам \| 19,7% \| 20,9% \| \| Нерухомість та ін. \| 8,6% \| 7,5% \| \| Усього підприємств \| 451 \| 411 \| |         |         |
| Підприємства міста, що працюють у сфері послуг, за діяльністю |         |         |
| Рік | 2002 р. | 2001 р. |
| Гуртова торгівля | 11,1%   | 10,5%   |
| Готелі та готельний бізнес | 17,5%   | 18,5%   |
| Транспорт та зв'язок | 31,9%   | 32,1%   |
| Посередницькі фінансові послуги | 4,2%    | 4,4%    |
| Послуги підприємствам | 6,9%    | 6,1%    |
| Послуги фізичним особам | 19,7%   | 20,9%   |
| Нерухомість та ін. | 8,6%    | 7,5%    |
| Усього підприємств | 451     | 411     |

## Житловий фонд
У 2001 р. 17,8% усіх родин (домогосподарств) мали житло метражем до 59 м2, 43,3% - від 60 до 89 м2, 28,6% - від 90 до 119 м2 і
10,3% - понад 120 м2.

З усіх будівель у 2001 р. 24% було одноповерховими, 46,1% - двоповерховими, 12,2
% - триповерховими, 3,3% - чотириповерховими, 3,2% - п'ятиповерховими, 8,5% - шестиповерховими,
2,5% - семиповерховими, 0,2% - з вісьмома та більше поверхами.

## Автопарк
| \| Автомобілі, зареєстровані у місті, за призначенням \| Автомобілі, зареєстровані у місті, за призначенням \| Автомобілі, зареєстровані у місті, за призначенням \| \| Рік \| 2006 р. \| 2005 р. \| \| -------------------------------------------------- \| -------------------------------------------------- \| -------------------------------------------------- \| \| Приватні автомобілі \| 72,8% \| 74,1% \| \| Мотоцикли \| 7,6% \| 6,7% \| \| Вантажівки \| 14,7% \| 14,5% \| \| Трактори \| 1,4% \| 1,5% \| \| Автобуси та ін. \| 3,4% \| 3,3% \| \| Усього автомобілів \| 9.610 шт. \| 9.237 шт. \| |           |           |
| Автомобілі, зареєстровані у місті, за призначенням |           |           |
| Рік | 2006 р.   | 2005 р.   |
| Приватні автомобілі | 72,8%     | 74,1%     |
| Мотоцикли | 7,6%      | 6,7%      |
| Вантажівки | 14,7%     | 14,5%     |
| Трактори | 1,4%      | 1,5%      |
| Автобуси та ін. | 3,4%      | 3,3%      |
| Усього автомобілів | 9.610 шт. | 9.237 шт. |

## Вживання каталанської мови
У 2001 р. каталанську мову у місті розуміли 90,2% усього населення (у 1996 р. - 89,7%), вміли говорити нею 66,4% (у 1996 р. - 
59,1%), вміли читати 67,3% (у 1996 р. - 60,7%), вміли писати 40,9
% (у 1996 р. - 36,2%). Не розуміли каталанської мови 9,8%.

## Політичні уподобання
У виборах до Парламенту Каталонії у 2006 р. взяло участь 4.924 особи (у 2003 р. - 5.671 особа). Голоси за політичні сили розподілилися таким чином:
| \| Вибори до Парламенту Каталонії \| Вибори до Парламенту Каталонії \| Вибори до Парламенту Каталонії \| \| Рік \| 2006 р. \| 2003 р. \| \| -------------------------------------- \| ------------------------------ \| ------------------------------ \| \| Конвергенція та Єднання (CiU) \| 24,5% \| 23,3% \| \| Соціалістична партія Каталонії (PSC) \| 32,9% \| 40% \| \| Народна партія (PP) \| 13,7% \| 14,2% \| \| Ініціатива за зелену Каталонію (IC) \| 13,9% \| 13,3% \| \| Республіканська лівиця Каталонії (ERC) \| 8,8% \| 7,8% \| \| Громадянська партія (C's) \| 3,4% \| 0% \| \| Інші \| 2,8% \| 1,3% \| |         |         |
| Вибори до Парламенту Каталонії |         |         |
| Рік | 2006 р. | 2003 р. |
| Конвергенція та Єднання (CiU) | 24,5%   | 23,3%   |
| Соціалістична партія Каталонії (PSC) | 32,9%   | 40%     |
| Народна партія (PP) | 13,7%   | 14,2%   |
| Ініціатива за зелену Каталонію (IC) | 13,9%   | 13,3%   |
| Республіканська лівиця Каталонії (ERC) | 8,8%    | 7,8%    |
| Громадянська партія (C's) | 3,4%    | 0%      |
| Інші | 2,8%    | 1,3%    |

У муніципальних виборах у 2007 р. взяло участь 5.841 особа (у 2003 р. - 6.076 осіб). Голоси за політичні сили розподілилися таким чином:
| \| Муніципальні вибори \| Муніципальні вибори \| Муніципальні вибори \| \| Рік \| 2007 р. \| 2003 р. \| \| -------------------------------------- \| ------------------- \| ------------------- \| \| Конвергенція та Єднання (CiU) \| 11,9% \| 12,4% \| \| Соціалістична партія Каталонії (PSC) \| 31,7% \| 42,1% \| \| Народна партія (PP) \| 8,1% \| 11,1% \| \| Ініціатива за зелену Каталонію (IC) \| 38,3% \| 34,4% \| \| Республіканська лівиця Каталонії (ERC) \| 4% \| 0% \| \| Громадянська партія (C's) \| 0% \| 0% \| \| Інші \| 5,9% \| 0% \| |         |         |
| Муніципальні вибори |         |         |
| Рік | 2007 р. | 2003 р. |
| Конвергенція та Єднання (CiU) | 11,9%   | 12,4%   |
| Соціалістична партія Каталонії (PSC) | 31,7%   | 42,1%   |
| Народна партія (PP) | 8,1%    | 11,1%   |
| Ініціатива за зелену Каталонію (IC) | 38,3%   | 34,4%   |
| Республіканська лівиця Каталонії (ERC) | 4%      | 0%      |
| Громадянська партія (C's) | 0%      | 0%      |
| Інші | 5,9%    | 0%      |